# كنيسة سانت كرونان (توامغراني)
كنيسة القديس كرونان هي كنيسة تعود للقرن العاشر تقع في توامغراني في مقاطعة كلير، جزيرة أيرلندا. وهي إحدى أقدم الكنائس التي لا تزال عاملة حتى اليوم في أيرلندا والمملكة المتحدة.
بني دير من الخشب في الموقع قبل عام 550 ميلادي، وعلى الأرجح أن من بناه كان القديس كرونان]. على الرغم من حالات النهب التي قام بها الفايكنج عام 886 و949، إلا أن الدير شهد إزدهاراً
أما الكنيسة الحجرية الحالية فقد بناها كورماك وا سلين حوالي عام 949م. ثم أعيد ترميمها عام 1012 على يد بريان بورو ملك أيرلندا الأعلى، وقد كان شقيقه رئيس الدير في توامغراني في ذلك الحين. وهو المبنى الوحيد الباقي المرتبط ببرايان بورو. وقد تم توسيع المبنى في القرن الثاني عشر. من الناحية الآثارية والمعمارية، وصفت الكنيسة أنها من طراز ما قبل العمارة الرومانسكية في المنطقة 2 (غرب شانون). كما بنى وا سيلين أيضاً برجاً دائرياً في الموقع، لكنه لم يعد موجوداً. يوجد خارج الكنيسة حجر كبير يبدو شبيهاً بحجر الغسيل، وجد عند روس إيرلي فرياري في مقاطعة جلوي.